# Ultimatum alla vita
Ultimatum alla vita è un film del 1961, diretto da Renato Polselli.